# Podhale Nowy Targ
KH Podhale Nowy Targ S.A. (celým názvem: Klub Hokejowy Podhale Nowy Targ S.A.) je novotarský hokejový klub. V současnosti hraje nejvyšší polskou extraligu. Klubové barvy jsou žlutá, modrá a červená.

## Historické názvy
- 1932 – KS Podhale Nowy Targ (Klub Sportowy Podhale Nowy Targ)
- 1950 – Spójnia Nowy Targ
- 1954 – Sparta Nowy Targ
- 1955 – Podhale Nowy Targ
- 2001 – MMKS Podhale Nowy Targ (Miejski Młodzieżowy Klub Sportowy Podhale Nowy Targ)
- 2001 – Wojas Podhale Nowy Targ
- 2005 – Podhale Nowy Targ
- 2010 – MMKS Podhale Nowy Targ (Miejski Młodzieżowy Klub Sportowy Podhale Nowy Targ)
- 2015 – KH Podhale Nowy Targ S.A. (Klub Hokejowy Podhale Nowy Targ S.A.)

## Úspěchy klubu
- 19krát mistr Polska: 1966, 1969, 1971, 1972, 1973, 1974, 1975, 1976, 1977, 1978, 1979, 1987, 1993, 1994, 1995, 1996, 1997, 2007, 2010
- 2krát vítěz polského poháru: 2004, 2005.
- 1krát mistr Interligy: 2004.